# Claude François Joseph Reibell
Claude François Joseph Reibell est un homme politique français né le 18 février 1760 à Sommevoire (Haute-Marne) et mort le 30 décembre 1847 à Strasbourg (Bas-Rhin).

## Biographie
Administrateur des vivres sous le Premier Empire, il est député du Bas-Rhin pendant les Cent-Jours, en 1815, et de 1816 à 1819. Il est nommé régisseur général des subsistances militaires en 1817, puis conseiller de préfecture en 1821.

## Sources
- « Claude François Joseph Reibell », dans Adolphe Robert et Gaston Cougny, Dictionnaire des parlementaires français, Edgar Bourloton, 1889-1891 [détail de l’édition]